# Důl Austria III
Důl Austria III byl hnědouhelný hlubinný důl v okrese Ústí nad Labem v Severočeském hnědouhelném revíru.

## Historie dolu
V 60. letech 18. století byl vyhlouben největší důl v dnes již zaniklé obci Zalužany, který nesl název Austria. Během jeho existence došlo k výměně několika vlastníků a došlo i na změnu jmen. Vlastníci dolů byly: akciová společnost Perutz & Cons, následně Drážďanská uhelná společnost, Hnědouhelná společnost Austria v Teplicích a Hnědouhelné těžařstvo Freiheit, s. r. o., Chabařovice. Vznik dolu Austria I se datuje k roku 1862. V roce 1885 byl důl Austria I přejmenován na důl Austria II, roku 1983 došlo ke sloučení se sousední jámou a doly byly označeny společným názvem Austria III. Následující přejmenování se událo v roce 1901, nový název byl Austria IV. Důl se nacházel na katastru obce Zalužany. Byl to důl plynující. Těžba hnědouhelné sloje byla prováděna tzv. podrubáváním. V roce 1931 byl důl uzavřen.
Těžba hlubinných hnědouhelných dolů v oblasti Chabřovice skončila po útlumu v 60. letech 20. století, kdy se začalo prosazovat povrchové dobývání. V roce 1977 začala těžební činnost v lomu Chabařovice. Z lomu bylo vytěženo 61 miliónu tun hnědého uhlí. Po roce 1991 dochází k postupnému útlumu a likvidaci a v roce 1997 skončila těžba, zpracování a odbyt uhlí v Chabařovicích. Od roku 1950 byla obec Zalužany postupně likvidována důlní těžbou. Na původním místě lomu vzniklo vodní jezero Milada.

### Havárie roku 1917
Způsob těžby podrubáváním měl za následek, že často docházelo ke styku nadložních stařin s kyslíkem, který vnikal do volných prostorů a vzniku samovznícení uhlí v těchto nadložních stařinách. Během válečného období 1. světové války došlo 21. prosince 1917 k propadnutí zapařeného uhlí do prostorů důlního díla. Do vzniklé kaverny (volný prostor), kde se nacházelo místo vzniku záparu, začal proudit kyslík a následkem toho došlo k otevřenému požáru.
Na místě mimořádné událostí se v té chvíli nacházelo 27 horníků. Důlní požár nebylo možné hasit přímým zásahem, z důvodu nefunkčnosti požárního rozvodu v dole. Požární zplodiny s vysokým obsahem oxidu uhelnatého (CO) začaly ohrožovat horníky v dole. Z počtu 27 se jen čtyřem podařilo útěkem k výdušné jámě zachránit. Zbývajících 23 horníků bylo otráveno oxidem uhelnatým.
Důl byl po havárii do roku 1918 uzavřen. Po roce 1918 došlo k jeho znovu obnovení pod novým názvem „Freiheit I“ a následně „Svoboda I“, těžba pokračovala až do roku 1931, kdy byla těžba na dole definitivně ukončena.

### Příčina havárie
Jako příčina havárie se uvádí zanedbání a špatná likvidace vzniklého endogenního požáru. Během válečného období docházelo k častému rabování dolů z důvodů neodborného rozhodnutí vojenského dozoru na úkor báňských doporučení, tomu se nevyhnul ani důl Austria.